# Табаков, Евгений Евгеньевич
Евге́ний Евге́ньевич Табако́в (6 марта 2001, Ногинск-9, Московская область, Россия — 28 ноября 2008, там же) — российский школьник, погибший при защите сестры от насильника. Награждён орденом Мужества (посмертно). Мальчик является самым молодым гражданином России, удостоенным государственной награды.

## Ранние годы
Женя Табаков родился в посёлке (военном городке) Ногинск-9 (Дуброво) Ногинского района Московской области. С 2007 года учился в Ногинской средней общеобразовательной школе № 83. Занимался в спортивной секции. Мечтал стать милиционером.

## События 28 ноября 2008 года
Вечером 28 ноября 2008 года Женя и его двенадцатилетняя старшая сестра Яна были дома одни. В дверь позвонил неизвестный мужчина, который представился почтальоном, принёсшим заказное письмо матери детей. Услышав, что взрослых нет дома, мужчина ушёл, однако через некоторое время вернулся и предложил девочке расписаться за мать. Яна не заподозрила ничего неладного и разрешила ему зайти.
Войдя в квартиру и закрыв за собой дверь, «почтальон» вместо письма достал нож и, схватив Яну, стал требовать, чтобы дети отдали ему все деньги и ценности, находившиеся в квартире. Получив от детей ответ, что они не знают, где деньги, преступник потребовал от Жени искать их, а сам потащил Яну в ванную комнату, где стал срывать с неё одежду. Увидев это, Женя побежал на кухню, схватил столовый нож и, вернувшись, с разбегу всадил его незнакомцу в поясницу (как впоследствии выяснят эксперты, нож от слабой руки мальчика вошёл в тело только на три сантиметра). Насильник упал и машинально выпустил Яну, но затем вскочил и бросился на Женю. Рассвирепевший уголовник начал один за другим наносить мальчику удары в спину ножом (всего у ребёнка потом насчитали восемь ножевых ранений).
В это время Яна сумела выбежать на лестничную клетку и стала обзванивать квартиры соседей, кричать и звать на помощь. Испугавшись шума, убийца оставил истекающего кровью мальчика, выбежал из квартиры на улицу и скрылся.
Женя был доставлен в больницу приехавшей бригадой «скорой помощи», однако спасти его не удалось — в тот же день он скончался от полученных ранений.

## Задержание преступника
Объявленный в Ногинском районе план-перехват по поиску детоубийцы не дал результатов. Тогда оперативники решили подключить к поиску население — по местному телевидению был показан фоторобот преступника, сообщены его приметы.
Вечером следующего дня подполковник Космических войск России Александр Куренков при посещении собственной дачи, расположенной поблизости от посёлка, обнаружил на ней постороннего человека, в котором опознал разыскиваемого преступника. Офицер обезвредил и задержал непрошеного гостя, а затем передал его сотрудникам органов внутренних дел.
Задержанным оказался ранее судимый за грабёж и убийство 33-летний безработный астраханец Сергей Кияшко, проживавший в этом же посёлке у родственников.
За этот мужественный поступок Александр Куренков был отмечен ведомственной медалью Прокуратуры РФ «За содействие».

## Кавалер ордена Мужества (посмертно)
Указом Президента РФ Д. А. Медведева от 20 января 2009 года за мужество и самоотверженность, проявленные при исполнении гражданского долга, Табаков Евгений Евгеньевич был посмертно награждён орденом Мужества, став таким образом самым молодым кавалером этого ордена и самым юным гражданином РФ, удостоенным государственной награды. На торжественной церемонии, проходившей 3 февраля в гарнизонном Доме культуры посёлка Дуброво (Ногинск-9), Председатель Следственного комитета при прокуратуре РФ Александр Бастрыкин вручил орден Галине Петровне Табаковой, матери погибшего мальчика. На мероприятии также присутствовали: Командующий Космическими войсками России генерал-майор Олег Остапенко, губернатор Московской области Борис Громов, министр образования правительства Московской области Лидия Антонова, глава Ногинского района Владимир Лаптев, другие официальные лица Московской области и Ногинского района. В этот же день состоялось возложение венков на могилу Евгения Табакова.

## Расследование преступления, последующие события
По факту убийства несовершеннолетнего 28 ноября 2008 года Следственным отделом по Ногинску СУ СК при прокуратуре РФ по Московской области было возбуждено уголовное дело. Следствие курировал лично глава Следственного комитета при прокуратуре РФ Александр Бастрыкин. В ходе расследования выяснилось, что буквально за две недели до проникновения в квартиру Табаковых Кияшко уже задерживался за совершение правонарушения — тогда он напал на молодую женщину, ударил её и попытался сорвать с шеи цепочку. Однако в тот раз следователь ОВД посёлка Ногинск-9 Алексей Киселенко возбудил дело только по статье «побои», а не по более тяжкой — «грабёж», и, не вдаваясь в уголовное прошлое Кияшко, отпустил его до суда под подписку о невыезде.
14 июля 2009 года следствие по делу Кияшко было завершено. 28 августа 2009 года должно было состояться первое заседание суда по этому процессу. Сергея Кияшко должны были судить за убийство, покушение на изнасилование, разбой и незаконное проникновение в жилище (ч. 3 ст. 162, ч. 3 ст. 30, п. «в» ч. 3 ст. 131, п.п. «б, в» ч. 2 ст. 105, ч. 1 ст. 139 УК РФ). По совокупности совершённых преступлений ему грозило пожизненное лишение свободы. Однако буквально за несколько часов до предварительных слушаний Кияшко был обнаружен мёртвым в своей одиночной камере. Проведённая медицинская экспертиза установила, что это было самоубийство. Версия об убийстве Кияшко судебно-медицинской экспертизой не рассматривалась по причине того, что он содержался в одиночной камере. По закону, в связи со смертью обвиняемого, производство по уголовному делу было прекращено. Суд из-за смерти подсудимого не состоялся.

## Увековечение памяти Жени
- Жене Табакову посвящена песня Сергея Тимошенко «Жене Табакову».
- Школа № 83 Ногинского района Московской области, в которой учился мальчик, была названа в его честь.
- Руководство школы приняло решение внести его имя в списки учащихся навечно[4]. В вестибюле учебного заведения была открыта мемориальная доска памяти мальчика[11]. Парта в кабинете, где учился Женя, была названа его именем. Право сидеть за ней предоставляется лучшему ученику класса, за которым закреплён данный кабинет[12].
- 15 октября 2009 года на могиле Жени Табакова был установлен памятник авторской работы. Деньги на памятник были собраны участниками форума guns.ru[9].
- 1 сентября 2013 года в Ногинске-9 (Дуброво) во дворе школы № 83 к годовщине гибели маленького героя установлен памятник в виде скульптуры маленького мальчика, одной рукой прикрывающего белую голубку, а другой — отгоняющего чёрного коршуна[13]. Торжественная церемония закладки камня в основание этого памятника состоялась 31 мая 2013 года. Автор композиции — заслуженный художник России А. Рожников[10][14].

## Интересные факты
- На церемонии вручения Галине Табаковой ордена Мужества, присутствовавший там Б. В. Громов обещал решить вопрос о переезде семьи Табаковых в Черноголовку[15] (его об этом просила мать Жени, которой тяжело было оставаться жить в квартире в посёлке, где всё напоминало о трагедии). Однако оказалось, что в законодательстве Московской области подобная возможность (бесплатного предоставления квартиры взамен служебного жилья) не предусмотрена. Как сообщается на сайте «Черноголовка-онлайн», решить вопрос помогла личная инициатива сотрудников подмосковного Минобразования. Каждый перевёл на счёт семьи Табаковых зарплату за один день — в итоге набралось 5 миллионов рублей, чтобы купить жильё, и ещё 700 тысяч на отделку помещения[12]. В июне 2009 года Табаковы переехали в новую двухкомнатную квартиру в Черноголовке[16].
- 30 ноября 2009 года Жене Табакову была посмертно присуждена премия «Выбор», учреждённая телеканалом НТВ и правозащитным движением «Сопротивление»[17].